# Forasters
Forasters és una pel·lícula catalana dirigida per Ventura Pons, basada en l'obra de teatre homònima de Sergi Belbel, i estrenada el 28 de novembre del 2008.

## Argument
Una família viu dos fets traumàtics amb quaranta anys de diferència: la pèrdua d'un dels seus membres i com aquesta pèrdua els afecta a tots. També els trastoca la presumpta harmonia familiar, en ambdues ocasions, l'arribada d'uns veïns forasters.

## Repartiment
- Anna Lizaran: Emma/Anna[2]
- Joan Pera: Francesc
- Joan Borràs: Joan
- Dafnis Balduz: Josep
- Aida Oset: Anna
- Pepa López: veïna
- Roger Príncep: Manuel
- Toni Muñoz: Salva
- Manel Barceló: Josep
- Santi Pons: Manuel
- Nao Albet: Marc
- Georgina Latre: Rosa
- Marieta Sánchez: Patricia
- Daniel Dantas: Alí
- Xevi Camps: Ahmed

## Premis i nominacions

### Premis
- Premi Gaudí a la millor interpretació femenina principal per Anna Lizaran[3]

### Nominacions
- Premi Gaudí a la millor pel·lícula en llengua catalana
- Premi Gaudí a la millor direcció per Ventura Pons
- Premi Gaudí a la millor direcció artística per Bel·lo Torras
- Premi Gaudí a la millor interpretació masculina principal per Joan Pera
- Premi Gaudí a la millor interpretació masculina secundària per Dafnis Balduz
- Premi Gaudí al millor muntatge per Pere Abadal
- Premi Gaudí a la millor música original per Carles Cases
- Premi Gaudí al millor muntatge per Ventura Pons
- Nominació a la India Catalina d'Or com a millor pel·lícula al Festival de cinema de Cartagena